# Starboy (chanson)
Pour l’article homonyme, voir Starboy.
Singles par The Weeknd
Wild Love (en)
(2016) I Feel It Coming
(2016)
Singles par Daft Punk
Gust Of Wind
(2014) I Feel It Coming
(2016)
Starboy est une chanson interprétée par le chanteur canadien The Weeknd avec la participation du groupe français Daft Punk, sortie en single en 2016. Il s'agit du premier extrait de l'album du même nom.
Elle se classe en tête des ventes dans plusieurs pays.

## Clip
| Lamborghini Aventador SV Roadster · Une McLaren P1 |

Le clip est réalisé par Grant Singer, qui avait déjà collaboré avec The Weeknd pour les vidéos de Can't Feel My Face et The Hills en 2015. Le clip de Starboy est publié sur le compte Vevo du chanteur le 28 septembre 2016, accomposé par un poster décrit par Rolling Stone comme « inspiré par l'horreur pulp ».
Le clip est décrit comme une tentative du chanteur de « tuer » son ancien « lui », dans le but de se réinventer pour son nouvel album,
Plusieurs voitures sont évoquées dans la chanson (Bentley Mulsanne, McLaren P1), on peut voir dans le clip une Lamborghini Aventador SV Roadster : 
« Pull off in that Roadster SV/ Pockets overweight, getting hefty. [....] No competition, I don't really listen/ I'm in the blue Mulsanne bumping New Edition. [...] I'm trying to put you in the worst mood/ P1 cleaner than your church shoes. »
— extraits de Starboy
The Weeknd utilise sa propre McLaren P1 dans la vidéo.
On peut voir les membres de Daft Punk sur un tableau.
En mai 2017, le clip vidéo atteint le milliard de visionnages sur YouTube.

## Classements hebdomadaires
| Classement (2016)                        | Meilleure position |
| ---------------------------------------- | ------------------ |
| Allemagne (GfK Entertainment)            | 3                  |
| Australie (ARIA)                         | 2                  |
| Autriche (Ö3 Austria Top 40)             | 8                  |
| Belgique (Flandre Ultratop 50 Airplay)   | 3                  |
| Belgique (Flandre Ultratop 50 Singles)   | 2                  |
| Belgique (Flandre Ultratop R&B/Hip-Hop)  | 1                  |
| Belgique (Wallonie Ultratop 50 Airplay)  | 2                  |
| Belgique (Wallonie Ultratop 50 Singles)  | 1                  |
| Belgique (Wallonie Ultratop R&B/Hip-Hop) | 1                  |
| Canada (Canadian Hot 100)                | 1                  |
| Danemark (Tracklisten)                   | 1                  |
| Espagne (PROMUSICAE)                     | 10                 |
| États-Unis (Billboard Hot 100)           | 1                  |
| États-Unis (Hot R&B/Hip-Hop Songs)       | 1                  |
| Finlande (Suomen virallinen lista)       | 3                  |
| France (SNEP)                            | 1                  |
| Irlande (IRMA)                           | 2                  |
| Italie (FIMI)                            | 6                  |
| Norvège (VG-lista)                       | 1                  |
| Nouvelle-Zélande (RMNZ)                  | 1                  |
| Pays-Bas (Nederlandse Top 40)            | 1                  |
| Pays-Bas (Single Top 100)                | 1                  |
| Portugal (AFP)                           | 1                  |
| Royaume-Uni (UK Singles Chart)           | 2                  |
| Suède (Sverigetopplistan)                | 1                  |
| Suisse (Schweizer Hitparade)             | 2                  |

## Certifications
| Pays                       | Certification | Unités certifiées     |
| -------------------------- | ------------- | --------------------- |
| Allemagne (BVMI)           | 3 × Or        | 600 000               |
| Australie (ARIA)           | 15 × Platine  | 1 050 000             |
| Belgique (BEA)             | 2 × Platine   | 40 000                |
| Brésil (Pro-Música Brasil) | 4 × Diamant   | 1 000 000             |
| Canada (Music Canada)      | Diamant       | 800 000               |
| Danemark (IFPI Danmark)    | 4 × Platine   | 360 000               |
| Espagne (PROMUSICAE)       | 3 × Platine   | 180 000               |
| États-Unis (RIAA)          | 15 × Platine  | 15 000 000            |
| France (SNEP)              | Diamant       | 250 000               |
| Grèce (IFPI Greece)        | 4 × Platine   | 8 000 000 (streaming) |
| Italie (FIMI)              | 3 × Platine   | 150 000               |
| Mexique (Amprofon)         | Platine + Or  | 90 000                |
| Norvège (IFPI)             | 3 × Platine   | 120 000               |
| Nouvelle-Zélande (RMNZ)    | 6 × Platine   | 180 000               |
| Pologne (ZPAV)             | Diamant       | 250 000               |
| Portugal (AFP)             | 7 × Platine   | 70 000                |
| Royaume-Uni (BPI)          | 5 × Platine   | 3 000 000             |
| Suède (GLF)                | 4 × Platine   | 160 000               |